# El jardinet de l'amor
El jardinet de l'amor és una comèdia en tres actes, en vers, original de Josep Maria de Sagarra, estrenada al teatre Romea de Barcelona, la nit del 7 d'octubre de 1921. Segons Josep Pla, aquesta obra significa una pujada del teatre nacional. En el pròleg de l'edició de 1949 dels obres completes, Sagarra mateix en va dir: «[…] El jardinet de l'amor, comèdia meva de l'any de la picor, que va fer una certa gràcia, però que no aguantà l'alè.»
L'escena passa en una torre, a prop de Barcelona, pels volts de 1830.

## Repartiment de l'estrena[5]
- Francisca: Maria Morera
- Teresa: Emília Baró[1]
- Rosa: Esperança Ortiz
- Tarongina: Pepeta Gelabert
- Jeroni: Joaquim Montero
- Agustí: Enric Giménez
- Enric: Joaquim Torrents
- Daniel: Bartomeu Grases
- Verdum: Evarist Pallach